# Пума (РЛСУ)
«Пума» 5П-10 — семейство корабельных радиолокационных систем управления стрельбой артиллерии и ракетным оружием. Разработана ФГУП "КБ «Аметист», производитель — ОАО «РАТЕП». Обеспечивает захват и сопровождение до 4 целей и управление несколькими артиллерийскими установками калибра 30-130 мм одновременно.

## Описание
В состав РЛСУ входят:
- Трёхкоординатная[3] радиолокационная система с фазированной антенной решёткой;
- Телевизионный визир;
- Оптико-электронный дальномер-целеуказатель;
- Двухкоординатный обзорный радар с механическим сканированием[3] (отсутствует в 5П-10-02).

Плоская фазированная решётка (предположительно, активная) состоит из 24 излучателей, расположенных матрицей 4 × 6 (4 по высоте, 6 по ширине). Сканирование электронное, антенна может механически поворачиваться по азимуту и углу места. Выше основной антенны под радиопрозрачным колпаком находится двухкоординатный обзорный радар с механическим сканированием по азимуту, а по бокам от основной антенны — оптико-электронный визир и лазерный дальномер.
В автономном режиме система автоматически ищет надводные, воздушные и наземные цели.
В секторе обзора (3°× 6°) система может независимо формируемыми лучами одновременно сопровождать до 4 целей и наводить на две из них артиллерийские установки двух различных калибров.

## История
Разработана в КБ «Аметист» на базе СУО комплекса АК-176-МР-123-02. Опытно-конструкторские работы проводились в 1986—1996 годах. Принята на вооружение в 2003 году. Первоначальное название — РЛСУ «Ласка».
Впервые установлена на трёх фрегатах проекта 11356 типа «Тальвар», построенных для Индии ОАО «Балтийский завод» (головной корабль вступил в строй в 2003 году). Начиная с 2007 года устанавливается на российских корветах проекта 20380 типа «Стерегущий». В начале 2010-х гг. установлена на три последующих фрегата типа «Тальвар».

## Тактико-технические характеристики
- Количество одновременно сопровождаемых целей — 4[2]
- Дальность захвата цели основным радаром, км — 60[3]
- Дальность обнаружения обзорным радаром, км — 21[2] 30[3]
- Сектор обзора основного радара
  - по азимуту — ±200[3]
  - по углу места — 80º[3]
- Сектор обзора сканирующего радара
  - по азимуту — 360º[3]
  - по углу места — 35º[3]
- Время реакции — 2-3 с[2]
- Боевой расчет — 1 чел.[2] 2 чел.[3]
- Потребляемая мощность — 10 кВт[2]
- Масса, кг — 1000[2] 3700[3]
  - в т. ч. антенный пост — 500[2] 2100[3]

## Модификации
- 5П-10 — базовая модификация. Имеет каналы точного сопровождения, кругового обзора и оптико-электронный канал. Оптико-электронный канал может работать автономно от радиолокационных каналов[1].

- 5П-10-02 — отсутствует канал кругового поиска, за счёт чего уменьшены габариты антенного поста.

- 5П-10-03 — облегченная модификация. Предназначена для управления АУ калибра до 100 мм. Масса антенного поста 700 кг.

Выпускается также в экспортном исполнении (5П-10Э, 5П-10-02Э и 5П-10-03Э).

## Установки на кораблях
- Фрегаты проекта 11356 типа «Тальвар» (5П-10Э)
- Корветы проекта 20380 типа «Стерегущий» (5П-10-02)
- Фрегаты проекта 11356Р
- Фрегаты проекта 22350